# 수단 (음식)
수단(水團, 水𩜵)은 쌀가루 등을 경단처럼 빚어 삶은 것을 꿀물이나 오미자차에 넣고 잣을 띄운 화채이다. 유두에 먹는 명절 음식이며, 단오에도 먹는다. 꿀물 등에 넣지 않고 먹는 것은 "건단"이라 부른다.

## 역사
《경도잡지》, 《시의전서》, 《열양세시기》, 《조선무쌍신식요리제법》 등에 수단을 만드는 방법이 소개된다. 《동국세시기》에는 제사에도 사용하는 음식으로 소개되며, 《경도잡지》, 《규합총서》, 《시의전서》, 《열양세시기》, 《임원십육지》 〈농가십이월속시〉, 《한양세시기》에 따르면 유두절에, 《세시기》, 《세시잡기》, 《천보유사》에 따르면 단오절에 먹는 절식이다.

## 종류
- 떡수단
  - 오색수단
- 보리수단
- 옥수수수단

## 같이 보기
- 수면